# Essity
Essity – globalna firma zajmująca się higieną i ochroną zdrowia, z główną siedzibą w Sztokholmie, w Szwecji. Firma opracowuje, produkuje i sprzedaje środki ochrony osobistej, oraz artykuły medyczne i usługi w zakresie higieny dla sektora prywatnego i profesjonalnego (Consumer Tissue i Professional Hygiene). 

## Historia
Do 2017 roku Essity było częścią Svenska Cellulosa AB (SCA), szwedzkiej firmy produkującej artykuły higieniczne, opakowania z tektury i papier. Aby wejść na Giełdę Papierów Wartościowych SCA podzieliło się na dwie niezależne spółki: SCA - działającą w branży leśnej, oraz Essity - zajmującą się zdrowiem i higieną.

## Świat
Produkty Essity są sprzedawane w około 150 krajach pod markami globalnymi TENA i Tork, oraz lokalnymi takimi jak Jobst, Leukoplast, Libero, Libresse, Lotus, Nosotras, Saba, Tempo, Vinda i Zewa. 
Największą sprzedaż Essity osiąga w Stanach Zjednoczonych, Niemczech, Chinach, Francji, Wielkiej Brytanii, Hiszpanii, Meksyku, Kolumbii, Holandii i we Włoszech.

## Polska
W Polsce firma zatrudnia 750 osób z czego 600 w fabryce, w Oławie, w której  produkowane są artykuły higieny osobistej dla osób dorosłych z problemem nietrzymania moczu oraz pieluchy dla dzieci. 
Fabryka w Oławie powstała w roku 1998 i jest jednym z najnowocześniejszych zakładów produktów higienicznych Essity w Europie. Wartość jej produkcji w 2016 wyniosła 932,5 mln złotych, z czego ponad 92% jest eksportowana. Zakład w Oławie stanowi także Międzynarodowe Centrum Dystrybucyjne dla pięciu państw: Polski, Słowacji, Litwy, Łotwy i Estonii.